# Femminamorta (Marliana)
Femminamorta  è una frazione del comune italiano di Marliana, nella provincia di Pistoia, in Toscana.

## Geografia fisica
Femminamorta dista circa 7 km da Marliana e 18 km da Pistoia. La località è situata a circa 860 metri s.l.m. sul crinale che fa da spartiacque tra la Valle del Vincio di Montagnana (che sfocia verso Pistoia) e la Valle della Nievole (che sfocia verso Montecatini Terme). Le strade che conducono a questa frazione sono: la SP17 che proviene da Pistoia, passando da Montagnana e Momigno, la via Mammianese, SP 633, proveniente da Prunetta e Mammiano la quale attraversa Femminamorta proseguendo verso meridione e la SP38 che giunge dalla vicina località di Calamecca. Tali vie di comunicazione formano un crocevia attorno al quale si è sviluppata Femminamorta.
Il territorio che circonda la località è caratterizzato da fitte foreste di castagni, cerri ed abeti e da rari campi, coltivati soprattutto a patate, e prati pascoli. Nei suoi pressi nasce il torrente Nievole che scorre verso l'omonima valle (Valdinievole).
Da notare che la montagna omonima, situata nella provincia di Modena, non ha niente a che vedere con questa località della provincia di Pistoia.

## Storia
In epoca preromana, l'area era occupata dai Ligures Friniates.
Come narra Tito Livio, nel 187 a.C. il console romano Caio Flaminio, a capo di un esercito, sconfisse i Liguri per liberare i passi appenninici verso la Pianura Padana, ricacciando queste fiere popolazioni oltre le pendici del monte Auginum, probabilmente l'attuale Monte Cimone che domina il Frignano. Dei loro insediamenti sono rimaste alcune semplici tombe, da Femminamorta a Casore del Monte, fino a Castellina, lungo il crinale spartiacque tra i bacini idrografici dei fiumi Nievole e Ombrone Pistoiese, nonché molti toponimi, vicini a Femminamorta: Panicagliora, Avaglio, Cireglio, Piteglio, Popiglio ed altri, tutti con il suffisso "gl".
In epoca romana certamente il territorio di Femminamorta era attraversato da una strada che dalla Valdinievole, lungo il crinale, portava sulla Montagna Pistoiese. Il tracciato presumibilmente è il medesimo che nel Medioevo conduceva i pellegrini ed i viandanti dalla pianura fino a Prunetta, un tempo sede dell'ospizio templare della Croce Brandegliana, e poi nella Valle della Lima e verso l'antico passo dell'Alpe alla Croce, oggi Passo della Croce Arcana, sopra Cutigliano, per poi discendere verso Ospitale e la Pianura Padana.
Nel XVII secolo la località era denominata Femina Morta: il toponimo deriva dal ritrovamento, sotto la neve, del cadavere di una sconosciuta fanciulla.
Come risulta da alcune carte geografiche dell'epoca, nel XIX secolo il piccolo borgo veniva anche chiamato Dogana Vecchia, poiché era posto sul confine tra il Granducato di Toscana ed il Ducato di Lucca ed era sede di una dogana. Sul luogo è ancora visibile lungo la Via Mammianese la costruzione dove avevano sede i doganieri.
Durante la seconda guerra mondiale, vicino a Femminamorta passava la Linea Gotica, Gotenstellung, costruita dai tedeschi, all'incirca lungo il 44º parallelo, per fermare sull'Appennino tosco-emiliano l'avanzata degli eserciti degli alleati. La Linea Gotica fu sfondata definitivamente nel gennaio del 1945.
Non lontano da Femminamorta si possono osservare i ruderi dell'antica pieve di Sant'Andrea di Furfalo; di recente vi sono stati condotti alcuni lavori di restauro. La pieve rivestiva importanza strategica, oltre che religiosa ed amministrativa, al tempo dei bizantini: faceva parte, con altre pievi, tra le quali quella relativamente vicina di San Pietro a Neure, nella Valle della Nievole, di un limes che si estendeva da Nord a Sud e che serviva ad ostacolare la penetrazione dei longobardi dalla Lucchesia e dalla costa tirrenica verso la Toscana interna.
Una frazione omonima è presente in Puglia, nel comune di Cisternino in provincia di Brindisi.

## Economia
Fino alla metà del secolo scorso, come per gran parte della Montagna pistoiese, l'economia di Femminamorta era basata sulla castagna, fonte essenziale di sostentamento dei suoi abitanti, sull'allevamento ovino e sulla silvicoltura. Data la centralità delle produzioni castanicole e dei loro derivati (castagne, farina dolce, paleria, legname da opera per mobili rustici e serramenti, travi per l'edilizia, legna da ardere, carbone dolce, miele, terriccio, ed altri) rispetto ad altre produzioni, diversi studiosi di storia economica ed agraria hanno configurato il termine di economia del castagno per identificare le aree di media montagna ove prevaleva come risorsa economica la castanicoltura. Tale concetto è parallelo a quello più ampio di civiltà del castagno che tocca anche aspetti che attengono al paesaggio, alla gastronomia, all'artigianato, alla cultura, all'arte, all'urbanistica e perfino alla letteratura, alla poesia e all'arte in genere. Era frequente nella prima metà dello scorso secolo imbattersi in una carbonaia per la produzione di carbone dolce alimentata da legna di castagno oppure in un metato in funzione per essiccare le castagne. Anche la produzione di patate rivestiva un certo interesse, soprattutto per la qualità eccezionale, più che per la quantità; di un certo rilievo era anche la raccolta di funghi eduli. Tutte queste risorse economiche di un tempo sono pressoché scomparse, salvo il saltuario taglio dei boschi cedui di castagno, nel rispetto dei turni forestali, per la produzione di pali, di legname da ardere e destinato alla produzione di tannino per le concerie, e salvo una piccola produzione di patate (peraltro piuttosto limitata poiché dopo la seconda guerra mondiale i campi ed i prati sono stati ricoperti dal bosco).
Oggi, la località, oltre a mantenere il carattere di crocevia tra due assi viari, ortogonali tra loro, uno che va da Pescia a Prunetta e Mammiano e l'altro che da Pistoia conduce a Calamecca, rappresenta una meta di gite e di villeggiatura estiva, grazie ai boschi assai estesi di castagno misto ad acero di montagna, al cerro ed all'abete, nonché grazie al suo clima di media montagna. Essa è dunque caratterizzata dalla presenza di abitazioni utilizzate prevalentemente nella bella stagione; d'inverno gli abitanti si riducono molto. In autunno, dopo l'apertura della caccia, i boschi intorno a Femminamorta sono visitati dai cacciatori. Anche la raccolta di funghi che nella zona crescono numerosi, soprattutto da giugno a ottobre, conserva una certa importanza. Sotto l'aspetto delle attrattive turistiche, da Femminamorta si dipartono alcuni sentieri di trekking: uno si dirige verso Avaglio, lungo il tracciato dell'antica Strada comunale di Dogana; questo sentiero conduce anche ad una piccola grotta denominata Sasso del Diavolo. 
Un altro sentiero porta alla Macchia Antonini, ad oltre 1000 m s.l.m., legato del Comune di Pistoia concesso in gestione alla Comunità Montana. Nella cerreta di alto fusto si tiene dal 1827, nella domenica più vicina al 20 agosto, la Festa della Macchia Grande. In questa zona si possono visitare i ruderi delle fortificazioni e delle strade della Linea Gotica, costruite dai tedeschi durante la seconda guerra mondiale per fermare l'avanzata degli eserciti alleati e che passava proprio dalla Macchia degli Antonini nonché vicino a Femminamorta.
Infine, sempre partendo da Femminamorta si può giungere in breve tempo per un sentiero fino ai ruderi dell'antica Pieve di Sant'Andrea di Furfalo; di recente vi sono stati condotti lavori di restauro. La Pieve rivestiva importanza strategica, oltre che religiosa ed amministrativa, al tempo dei bizantini.
Nei pressi di Femminamorta si trova un piccolo laghetto utilizzato per la pesca sportiva.